# Niculești (okręg Alba)
Niculești – wieś w Rumunii, w okręgu Alba, w gminie Horea. W 2011 roku liczyła 51 mieszkańców.